# Fundacja na rzecz Nauki Polskiej
Fundacja na rzecz Nauki Polskiej (FNP) – niezależna i samofinansująca się polska instytucja pozarządowa typu non-profit z siedzibą w Warszawie. Została założona w lutym 1991 r. i od tamtego czasu realizuje misję wspierania nauki w Polsce. Jako fundusz założycielski otrzymała kwotę 95 mln zł, z części likwidowanego wówczas Centralnego Funduszu Rozwoju Nauki i Techniki. Była założycielem Powszechnego Banku Handlowego Gecobank. Jest największym w Polsce pozabudżetowym źródłem finansowania nauki.

## Działalność statutowa
Fundacja realizuje swoje cele statutowe poprzez:
- wspieranie wybitnych naukowców i zespołów badawczych,
- wspomaganie innowacyjnych projektów, komercjalizacji odkryć i wynalazków naukowych.

Obszary działań Fundacji: 
- przyznawanie indywidualnych nagród, stypendiów i subwencji naukowcom wszystkich dziedzin (w tym co roku przyznawanie ok. 100 stypendiów dla wybitnych naukowców poniżej trzydziestego roku życia oraz Nagrody Fundacji na rzecz Nauki Polskiej,
- finansowanie przełomowych badań realizowanych w instytucjach naukowych i firmach,
- wspieranie wczesnego uzyskiwania samodzielności naukowej przez młodych badaczy i zakładania przez nich zespołów badawczych,
- umożliwianie powstawania nowych miejsc pracy dla studentów, doktorantów i młodych doktorów,
- promowanie współpracy międzynarodowej polskich uczonych oraz mobilności naukowej,
- wspieranie innowacyjnych projektów badawczych mających potencjał komercyjny,
- zachęcanie polskich i zagranicznych badaczy do pracy w Polsce,
- wspieranie oryginalnych projektów wydawniczych,
- inspirowanie dyskusji poświęconych nauce,
- organizowanie szkoleń pomagających w rozwoju kariery naukowej,
- prowadzenie bieżącej ewaluacji działalności programowej.

Sposób działania Fundacji: 
- kierowanie finansowego wsparcia bezpośrednio do naukowców i zespołów badawczych,
- przyznawanie wszystkich subwencji, stypendiów i nagród na zasadach konkursu,
- najważniejszym kryterium decydującym o przyznaniu finansowania jest doskonałość naukowa projektu,
- stosowanie systemu peer-review w ocenie projektów,
- udzielanie finansowania zgodnie z zasada "trudnego pieniądza" (wysoka konkurencyjność przy wyborze laureatów).

## Nagroda Fundacji na rzecz Nauki Polskiej
Nagroda Fundacji na rzecz Nauki Polskiej została ustanowiona w 1992 r. Nagroda jest przyznawana w czterech obszarach nauki za szczególne osiągnięcia i odkrycia naukowe, które przesuwają granice poznania i otwierają nowe perspektywy poznawcze, wnoszą wybitny wkład w postęp cywilizacyjny i kulturowy naszego państwa oraz zapewniają Polsce znaczące miejsce w podejmowaniu najbardziej ambitnych wyzwań współczesnego świata. Wysokość nagrody wynosi 200 tys. zł.

## Prezesi
- Marek Bogucki (28.12.1990 – 1.3.1991),
- Jan Krzysztof Frąckowiak (1.9.1991 – 26.10.1992),
- Maciej Władysław Grabski (26.10.1992 – 31.8.2005),
- Maciej Żylicz (od 1.9.2005).

Przewodniczącym Rady Fundacji w kadencji 2020 – 2024 jest Tomasz Guzik.
W październiku 2024 Rada Fundacji na rzecz Nauki Polskiej powołała Krzysztofa Pyrcia na stanowisko Prezesa Zarządu FNP. Nowy prezes Fundacji ma zacząć pełnić tę funkcję od 1 września 2025.

## Siedziba
Od 26 maja 2014 roku siedzibą fundacji jest budynek znajdujący się przy ul. Krasickiego 20/22 na warszawskim Mokotowie. Budynek ten pochodzi z 1933 r., w czasie II wojny światowej uległ częściowemu zniszczeniu. W celu przystosowania go na potrzeby biurowe dokonano (od 2012 r.) kompletnej modernizacji zgodnie z zasadami zrównoważonego rozwoju i budownictwa ekologicznego. Wykorzystano po części stare ściany, obiekt posiada system ponownego wykorzystywania wody z umywalek i deszczówki do spłukiwania toalet. Fasadę budynku stanowi pionowy ogród, gdzie posadzono ponad 20 gatunków roślin. Jest to jedna z pierwszych tego typu konstrukcji w Polsce.